# عمادالدوله ابوکالیجار
ابوکالیجار مرزبان ملقب به عزالملوک، عمادالدین، عماد لِدین ﷲ و عمادالدوله، امیر آل بویه در فارس (۱۰۲۴–۱۰۴۸)، کرمان (۱۰۲۸–۱۰۴۸) و عراق (۱۰۴۴–۱۰۴۸) بود. وی فرزند ارشد سلطان الدوله دیلمی بود.
پس از او پسرش ابونصر خسروفیروز ملقب به ملک رحیم به تخت نشست.

## تلاش برای برتری در میان دیلمیان
مرگ سلطان‌الدوله در سال ۱۰۲۴ باعث بحران جانشینی در دولت آل بویه شد. تا اینکه در سال ۱۰۲۷ سپاهیان بغداد برادرش جلال الدوله را به عنوان حاکم برگزیدند. در این میان ابوکالیجار قدرت خود را در فارس تقویت می‌کرد، اگرچه در سال‌های اول سلطنتش که خادمی به نام صندل وزارت او را عهده‌دار بود با قوام‌الدوله حاکم دیلمی کرمان وارد درگیری شد. مرگ قوام‌الدوله در سال ۱۰۲۸ به ابوکالیجار اجازه داد تا ولایت کرمان را فتح کند. در سال ۱۰۳۰، جلال‌الدوله ناوگانی متشکل از ۱۳۰۰ کشتی را به فرماندهی وزیر خود ابوعلی حسن برای گرفتن بصره از ابوکالیجار فرستاد، اما این لشکرکشی با شکست کامل به پایان رسید. ابوعلی حسن به اسارت درآمد، اما به زودی آزاد شد. ابوکالیجار اندکی بعد لشکری به فرماندهی وزیر خود بهرام بن مافنه فرستاد که توانست خوزستان را فتح کند. ابوکالیجار سپس اهواز را پایتخت خود قرار داد.
در سال ۱۰۳۳ غزنویان با هدف برانداختن دولت دیلمیان به کرمان حمله کردند. اما تعهدات مالی تحمیلی آنها بر مردم کرمان، ایشان را قانع کرد که حکومت آل بویه را بر غزنویان ترجیح دهند. در سال بعد بهرام بن مافنه غزنویان را از ولایت کرمان بیرون کرد.
ابوکالیجار همچنین در تلاش برای تسلط بر عراق بود. در حدود ۱۰۳۷ لشکر او به بغداد حمله برد. اگرچه فتح شهر بغداد ممکن نشد اما جلال‌الدوله او را به سروری خود به رسمیت شناخت. ابوکالیجار پس از این تاریخ از لقب شاهنشاه بر روی سکه‌های خود استفاده کرد. اما امیر موصل به همراه قبیله عرب بنی‌اسد به حامیان جلال‌الدوله پیوستند و دو امیر دیلمی مجبور به سازش شدند. هر دو امیر عنوانی مشابه داشتند و در عمل مستقل از یکدیگر بودند. بدین ترتیب عراق از کنترل ابوکالیجار خارج شد، اگرچه او توانست پسرش را فرماندار بصره کند. در سال ۱۰۴۱/۱۰۴۲ بهرام بن مافنه درگذشت و ذوالسعادت جانشین وی وزیر ابوکالیجار شد. 
مرگ جلال‌الدوله در سال ۱۰۴۴ باعث شد ابوکالیجار عراق را تصاحب کند. با این حال، کنترل او بر منطقه ضعیف باقی ماند. چنان‌که پایتختش به جای انتقال به بغداد در اهواز باقی ماند. در این بین کاکوییان اصفهان بین دو برادر رقیب درگیر شدند و ابوکالیجار سعی کرد آنها را وادار به تسلیم در برابر قدرت خود کند. اما آنان ترجیح دادند که سلجوقیان را به عنوان سرور خود بشناسند. در همان سال ابوکالیجار دیوارهای شیراز را مستحکم کرد.

## اوج قدرت و مرگ
ابوکالیجار با سفر به بغداد اقتدار خود را تقویت کرد و در آنجا عنوان امیر و لقب «محیی الدین» را از خلیفه دریافت کرد. چندین فرمانروای محلی بین‌النهرین اقتدار او را به رسمیت شناختند و حتی کاکوئیان به او اعلام وفاداری کردند. اما این اقدام آخر باعث مداخله سلجوقیان شد و ابوکالیجار تصمیم به مذاکره با ایشان و اتحاد از طریق ازدواج گرفت. در این بین والی بویی کرمان تصمیم گرفت تسلیم قاورد سلجوقی شود. ابوکالیجار برای احیای مجدد اقتدار خود در کرمان تصمیم به لشکرکشی گرفت، اما با والی کرمان سفیری با هدایا و قول تجدید بیعت فرستاد. اندکی بعد ابوکالیجار در سی و هشت سالگی درگذشت. پسرش ملک الرحیم جانشین او شد، اما آل بویه اندکی پس از مرگ او دچار جنگ جانشینی شدند و کرمان وارد مدار سلجوقیان شد.

## ارجاعات
1. ↑  Bosworth 1975, p. 189.
2. ↑  Kennedy 2004, p. 242.
3. ↑  Bosworth 1975, p. 300.